# Marvin Leestadion
Het Marvin Leestadion is een multifunctioneel stadion in Macoya, een plaats in Trinidad en Tobago. Het is onderdeel van het Dr. João Havelange Centre of Excellence, dat is een voetbalacademie. 
Het stadion wordt vooral gebruikt voor voetbalwedstrijden, de voetbalclub Joe Public FC maakt gebruik van dit stadion. In het stadion is plaats voor tussen de 4.900 en 6.000 toeschouwers. In 2009 was hier het CONCACAF-kampioenschap voetbal onder 20 van 2009. Het stadion werd geopend in 1996 en gerenoveerd in 2007. Dit stadion heeft als eerste in de Caraïben een kunstgrasveld. 